# Dolcenera
Dolcenera, pseudonimo di Emanuela Trane (Galatina, 16 maggio 1977), è una cantautrice e polistrumentista italiana.
Ha partecipato al Festival di Sanremo 2003 che poi vinse nella categoria Giovani con il brano Siamo tutti là fuori. Due anni più tardi, ha vinto la seconda edizione di Music Farm. Ha pubblicato nove album in studio.

## Biografia

### 1977-2002: dall'infanzia all'esordio musicale
Emanuela Trane nasce il 16 maggio 1977 a Galatina da una famiglia originaria di Scorrano (entrambi comuni in provincia di Lecce), dove trascorre la sua infanzia ed adolescenza insieme ai genitori Gino e Mimma e al fratello minore Marco. All'età di sei anni si avvicina alla musica attraverso lo studio del pianoforte, al quale si aggiungono poi gli studi di clarinetto e canto, avviati all'età di dieci anni. Scrive le sue prime canzoni a 14 anni e poco più tardi inizia ad esibirsi dal vivo con la sua prima band, oltre ad entrare in un quartetto jazz.
La scelta di utilizzare il nome d'arte Dolcenera è stata spiegata dalla cantante durante un'intervista rilasciata nel 2006 alla scrittrice e giornalista Fernanda Pivano:
(Intervista di Fernanda Pivano a Dolcenera, 26 aprile 2006)
Nel 1996, dopo aver conseguito la maturità classica, lascia Scorrano per iscriversi alla facoltà di Ingegneria meccanica dell'Università degli Studi di Firenze.
Nel capoluogo toscano incontra il chitarrista Francesco Sighieri, con il quale avvia una lunga collaborazione e fonda "I codici zero", ensemble che comprende anche Michele Vitulli, Francesco Cherubini ed Emanuele Fontana. La band si esibisce come opening act durante il tour degli Articolo 31.
Nel 2000 conosce il produttore Lucio Fabbri. In seguito a questo incontro ottiene il suo primo contratto discografico e sceglie di utilizzare lo pseudonimo Dolcenera, titolo di una canzone di Fabrizio De André contenuta nell'album Anime salve, che l'ha positivamente colpita.
Presta inoltre la voce ad alcuni jingle pubblicitari e partecipa come corista a trasmissioni televisive.
Nel settembre 2002 pubblica Solo tu, il primo singolo della sua carriera. Il brano le consente di partecipare al programma televisivo Destinazione Sanremo e di entrare nella rosa dei vincitori della trasmissione, realizzata con lo scopo di selezionare i partecipanti alla sezione "Proposte" del 53º Festival di Sanremo.

### 2003-2004: successo al Festival di Sanremo
Al 53º festival di Sanremo si presenta con Siamo tutti là fuori, un brano pop dalle sfumature folk della taranta salentina, che le consente di aggiudicarsi la vittoria tra le "Proposte" e il Premio Sala Stampa, Radio & TV.
La canzone, che raggiunge la 10ª posizione nella classifica dei singoli più venduti in Italia, viene inclusa nel suo primo album, Sorriso nucleare, che però non ottiene un rilevante successo di vendite. Dall'album vengono estratti anche i singoli Devo andare al mare e Vivo tutta la notte,. Il 26 giugno 2003 Dolcenera, accompagnata dalla sua band, dà il via al suo primo tour da solista, che prosegue per tutta l'estate e che vede la partecipazione di Angelo Carrara in veste di produttore esecutivo.
Nel 2004 presenta alla commissione artistica del 54º Festival di Sanremo la canzone Un mondo perfetto, ma il brano viene escluso. La canzone sarebbe stata in seguito inclusa nell'album omonimo, pubblicato nel maggio 2005.

### 2005:Un mondo perfettoe rilancio a Music Farm

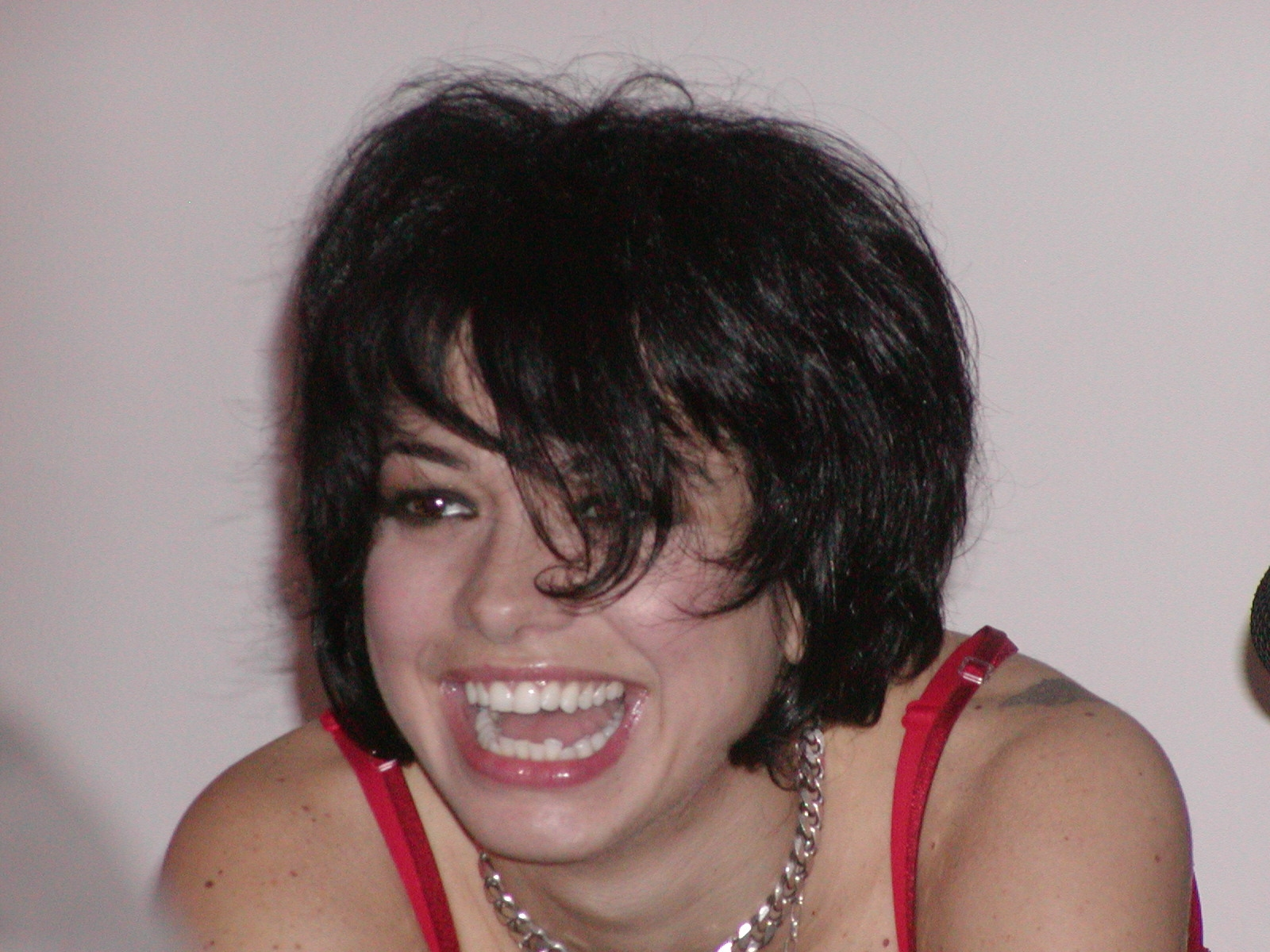
Dolcenera durante uno showcase tenuto a Milano il 7 ottobre 2005

Spinta dal suo agente, nel 2005 partecipa al reality show Music Farm, condotto da Simona Ventura, aggiudicandosi con il 65% delle preferenze la vittoria finale al televoto contro Fausto Leali.
Subito dopo la vittoria a Music Farm esce il suo secondo album, intitolato Un mondo perfetto. Trainato dapprima dal promo radiofonico Mai più noi due, presentato dal vivo durante il reality show, poi dal brano Continua, pubblicato come CD singolo nell'ottobre 2005, l'album ottiene il disco di platino con oltre 150 000 copie vendute.
Le viene inoltre affidata la composizione dell'inno ufficiale del Campionato di Calcio Giovanile Nazionale 2005, intitolato Domani. A dicembre si esibisce nel tradizionale concerto Natale in Vaticano, alla presenza di Papa Benedetto XVI.
Sempre nel corso del 2005, Dolcenera ottiene il Premio De André, il Leone d'argento come Rivelazione Musicale dell'Anno e il riconoscimento come Miglior Artista Emergente al Meeting Etichette Indipendenti.

### 2006:Il popolo dei sognie il ritorno al Festival di Sanremo

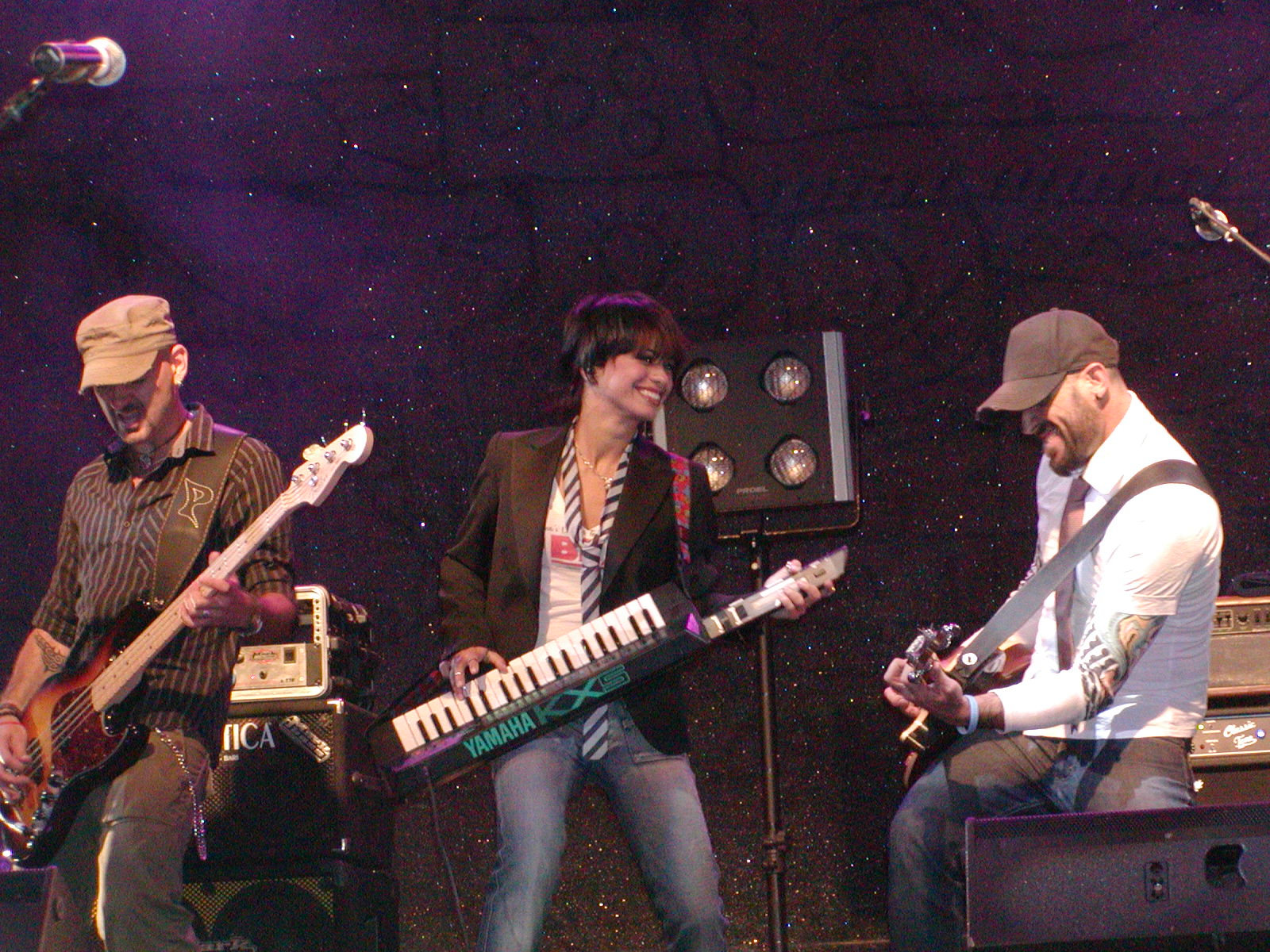
Dolcenera con la band durante un concerto a Castagnole delle Lanze (AT) il 30 agosto 2006

Il 1º febbraio 2006 viene pubblicato l'EP Dolcenera canta il cinema, distribuito unitamente all'acquisto di DVD della 20th Century Fox.
Il disco include le cover di cinque famose colonne sonore cinematografiche, appositamente reinterpretate dalla cantante.
Nel marzo dello stesso anno, Dolcenera ritorna in gara al Festival di Sanremo, presentando il brano pop-rock Com'è straordinaria la vita. La canzone si classifica seconda nella categoria Donne e raggiunge la 6ª posizione nella classifica dei singoli più venduti in Italia.
Durante il periodo sanremese esce inoltre il terzo album della cantante, Il popolo dei sogni, che ottiene il disco d'oro a distanza di una settimana dalla pubblicazione e raggiunge in seguito il disco di platino per le 80 000 copie vendute.
Il 1º giugno 2006 parte da Jesi il primo tour europeo della cantante, il Welcome Tour 2006, che fa tappa anche in varie città tedesche, tra le quali Amburgo e Berlino.
Il tour accompagna l'uscita della raccolta Un mondo perfetto, pubblicata il 29 agosto 2006 solamente in Germania, Austria e Svizzera e contenente 14 canzoni tratte dall'edizione italiana dell'album omonimo e da Il popolo dei sogni, con l'aggiunta di una nuova versione di Siamo tutti là fuori. La raccolta è trainata dal singolo Passo dopo passo, accompagnato da un video girato a Parigi durante la Fête de la musique.
Il 5 agosto dello stesso anno esce nelle sale cinematografiche il film thriller-horror La notte del mio primo amore di Alessandro Pambianco, la cui colonna sonora include il brano inedito In fondo alla notte, del quale Dolcenera è interprete, oltre che autrice del testo e coautrice delle musiche. Il brano viene poi pubblicato come lato B del singolo Piove (condizione dell'anima), in vendita dal 22 settembre 2006 e arrivato fino all'11ª posizione nella classifica ufficiale dei singoli più venduti in Italia.

### 2007: il tour in Europa e il debutto al cinema
Dolcenera torna ad esibirsi fuori dall'Italia durante il suo Welcome Tour 2007, affiancando la cantante austriaca Christina Stürmer in otto concerti in città tedesche come Berlino, Lipsia, Colonia e Dresda, svoltisi a partire dal marzo 2007.
Nello stesso periodo viene pubblicata in Germania, Austria e Svizzera la Tour Edition di Un mondo perfetto, che contiene anche alcuni brani registrati dal vivo nei tour degli ultimi due anni e che viene anticipata dal singolo radiofonico Mai più noi due.
Nel frattempo inizia a dedicarsi al cinema. Già alla fine del 2006 la cantante è infatti impegnata nelle riprese della commedia Scrivilo sui muri; nel film, diretto da Giancarlo Scarchilli, Dolcenera interpreta il ruolo di Benny,
la migliore amica del personaggio interpretato da Cristiana Capotondi, protagonista insieme a Primo Reggiani e Ludovico Fremont.
All'inizio del 2007 prende parte inoltre alle registrazioni del lungometraggio Il nostro messia di Claudio Serughetti, nel quale partecipa con un cameo nel ruolo di una tassista. Il film viene presentato al Rome Independent Film Festival ed esce nelle sale il 30 maggio 2008.
Nella primavera 2007 firma e interpreta gli adattamenti in italiano dei brani Sei tu e Mon amour, originariamente intitolati Say Yes e Tes petits defauts. Le canzoni vengono registrate per la versione italiana della colonna sonora del film francese Finché nozze non ci separino, diretto da Julie Lipinski nel 2004 con il titolo originale Le plus beau jour de ma vie e uscito in Italia solamente nel giugno 2007.
Nel luglio 2007 partecipa anche al concerto in onore dei cinquant'anni della canzone Nel blu dipinto di blu di Domenico Modugno, svoltosi al Teatro romano di Benevento e trasmesso da Rai Uno.

### 2008: attività concertistica in Europa
Nel corso del 2008 si concentra ancora sull'attività dal vivo in Europa. Dopo aver cantato con il solo accompagnamento del pianoforte al Deutsches Theater di Monaco di Baviera, si esibisce anche durante la serata organizzata all'Arco de La Défense di Parigi per la candidatura di Milano all'Expo 2015.
Ad aprile 2008 le viene inoltre affidata l'apertura con pianoforte e voce di quattro concerti dell'All the Best World Tour in Austria, mentre l'8 maggio dello stesso anno è ospite all'Olympiastadion in occasione delle celebrazioni di apertura del Rockmuseum di Monaco di Baviera, il più grande museo dedicato alla musica rock in Germania, il quale dedica uno spazio alla stessa Dolcenera.
Il 14 e il 15 giugno apre i concerti di Vasco Rossi allo Stadio Del Conero di Ancona, e un mese più tardi si esibisce al Festival internazionale di Cartagine, che si svolge nell'antico Teatro Romano di Adriano a Tunisi e fa parte della manifestazione annuale che esplora il mondo della musica.
Il 30 agosto 2008, sotto invito del commissario governativo per l'Expo, l'ambasciatore Claudio Moreno, si esibisce dal vivo all'interno del padiglione italiano presente all'Expo 2008 di Saragozza, interpretando varie canzoni, inclusi tre brani del suo repertorio adattati in lingua spagnola.

### 2009:Dolcenera nel Paese delle Meraviglie
Nel 2009 partecipa per la terza volta al Festival di Sanremo, presentandosi nella categoria "Artisti" con la canzone Il mio amore unico. L'eliminazione del brano, avvenuta dopo l'esibizione in semifinale in duetto con Syria, suscita numerosi fischi da parte del pubblico presente al Teatro Ariston. Il 20 febbraio 2009 esce l'album Dolcenera nel Paese delle Meraviglie, prodotto da Roberto Vernetti e finito di masterizzare a Londra il 18 dicembre 2008. L'album raggiunge il tredicesimo posto al suo debutto nella classifica italiana.

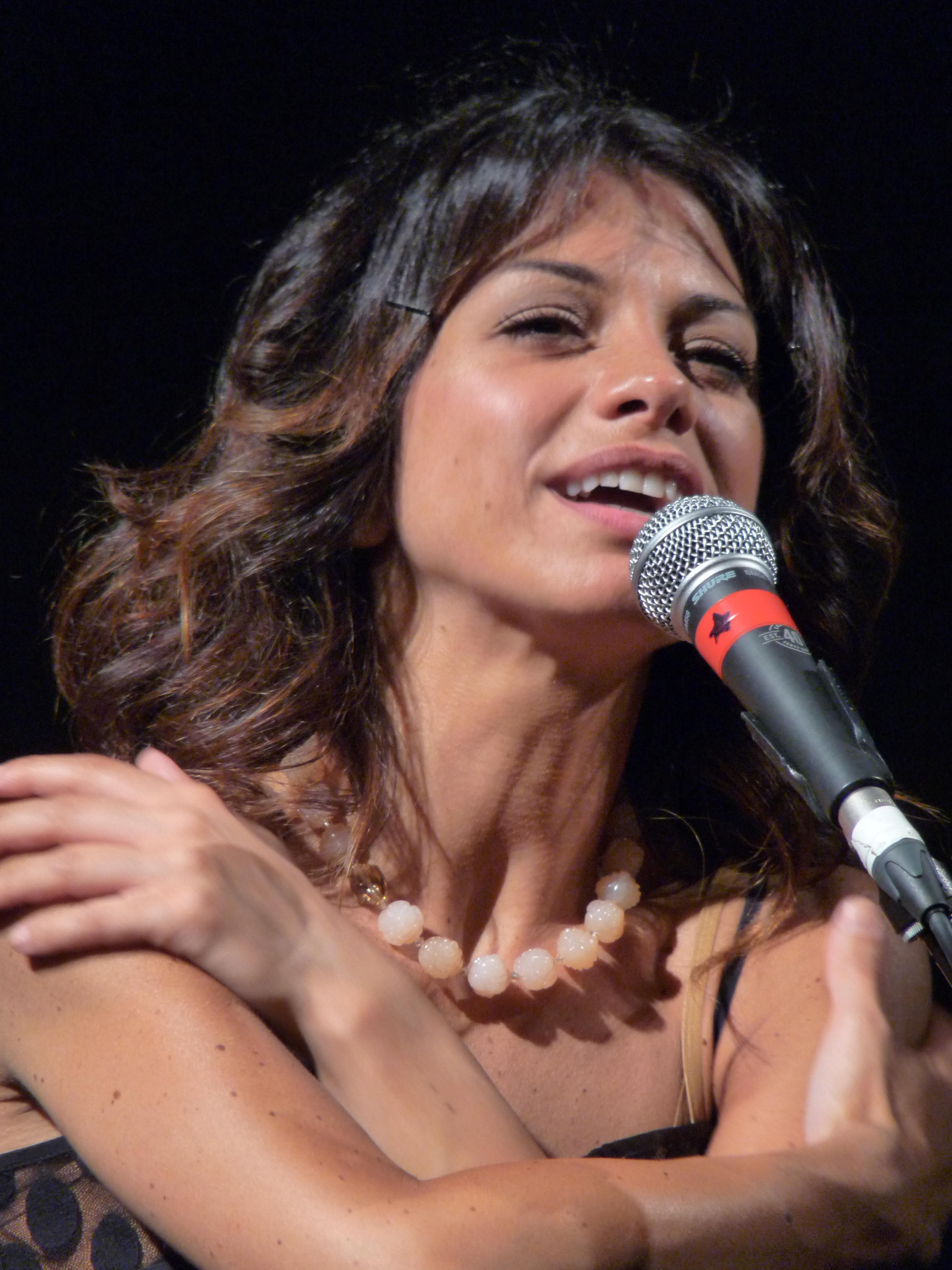
Dolcenera a Sanremo 2009.

Il brano sanremese arriva invece al 5º posto della Top Singoli e rimane per tre settimane consecutive in prima posizione nella classifica Nielsen Music Control dei brani più trasmessi dalle radio italiane. Il mio amore unico entra inoltre a far parte della colonna sonora del film Amore 14 di Federico Moccia e riceve il Premio Lunezia 2009, conferimento al valore musicale letterario delle canzoni italiane, nella categoria Lunezia per Sanremo.
Il successo radiofonico del brano consente a Dolcenera di ricevere il premio speciale RTL 102.5 ai Venice Music Awards 2009, manifestazione durante la quale ottiene anche il riconoscimento come Artista Femminile dell'Anno.
A maggio 2009 viene scelto come secondo singolo per la promozione dell'album il brano La più bella canzone d'amore che c'è. Il relativo videoclip, diretto da Gaetano Morbioli, si aggiudica la vittoria nella categoria Donne al Premio Videoclip Italiano 2009. Il terzo estratto è invece Un dolce incantesimo, in radio dall'agosto 2009.
Nel mese di aprile, Dolcenera partecipa anche al supergruppo Artisti uniti per l'Abruzzo, che riunisce oltre 50 cantanti italiani per l'incisione del brano Domani 21/04.2009 di Mauro Pagani, al fine di raccogliere fondi per le popolazioni colpite dal terremoto dell'Aquila del 2009.
Per la promozione dell'album, la cantante si esibisce dal vivo nel Dolcenera nel Paese delle Meraviglie tour, iniziato da Livorno il 30 aprile 2009 e arrivato a toccare le principali città italiane.
Il 13 giugno 2009 il tour arriva anche in Germania, con la partecipazione al festival The Great Wide Open, che si svolge a Mühldorf a.Inn e ospita anche i Deep Purple e gli Status Quo.
Il 18 giugno 2009 apre la tappa milanese del Tour of the Universe 2009 dei Depeche Mode allo Stadio San Siro.
Tre giorni più tardi torna ad esibirsi allo Stadio Meazza di Milano in occasione del concerto Amiche per l'Abruzzo, in favore dei terremotati dell'Aquila, unendosi anche in quartetto con Irene Grandi, Noemi e Syria per l'esecuzione dei brani La tua ragazza sempre e Blowin' in the Wind.
L'esibizione da solista di Dolcenera nel brano Il mio amore unico viene in seguito inclusa nel doppio DVD Amiche per l'Abruzzo, pubblicato a un anno di distanza dal concerto.
Il 27 novembre 2009 partecipa a Q.P.G.A., album di duetti realizzato da Claudio Baglioni, interpretando con quest'ultimo il brano Come sei tu. Il 6 dicembre Dolcenera partecipa inoltre al Concerto di Natale 2009, tenutosi a Catania e trasmesso da Rai 2 il 24 dicembre, esibendosi anche insieme al flautista Andrea Griminelli nel brano Fragile di Sting.

### 2010-2011:Evoluzione della specie
All'inizio del 2010, Dolcenera cura le musiche per la rappresentazione teatrale Schiena contro schiena, che debutta il 10 febbraio 2010 ed è tratta dall'omonimo romanzo di Giulia Morello, per il quale la cantante aveva già scritto la prefazione.
Tra la fine del 2010 e l'inizio del 2011 Dolcenera appare come ospite negli album Donne dei Neri per Caso e Chiamami ancora amore di Roberto Vecchioni, interpretando Il cuore è uno zingaro con il gruppo a cappella salernitano e Il nostro amore con il cantautore milanese.

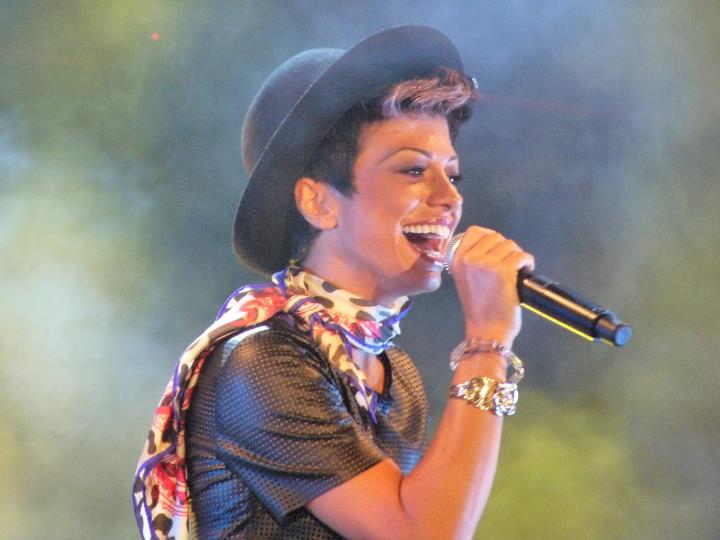
Dolcenera durante un concerto dellEvoluzione della specie tour.

Nel periodo compreso tra i mesi di giugno e dicembre del 2010 è inoltre impegnata nelle registrazioni del suo quinto album di inediti.
Il disco, intitolato Evoluzione della specie e pubblicato il 17 maggio 2011 da EMI Music Italy, è prodotto da Dolcenera e Roberto Vernetti e vede la collaborazione di Alex Trecarichi.
Influenzato dalle sonorità tipiche della musica elettronica, l'album affronta tematiche che ruotano attorno alla voglia di vincere la paura del futuro, nonostante la sensazione di precarietà provocata dalla crisi economica mondiale. Il disco debutta al quindicesimo posto della classifica italiana di vendita.
Il primo estratto da Evoluzione della specie è il singolo Il sole di domenica, scritto in collaborazione con Finaz della Bandabardò ed entrato in rotazione radiofonica l'8 aprile 2011.
Durante l'estate 2011, la promozione del disco continua con l'Evoluzione della specie tour, partito il 9 giugno da Falcade, in provincia di Belluno.
Il 26 agosto 2011 viene pubblicato il secondo singolo estratto dall'album, L'amore è un gioco. Il videoclip del brano viene realizzato in collaborazione con la rivista Playboy, che nel mese di ottobre dedica la copertina a Dolcenera.
Durante la seconda parte del tour, partita il 12 novembre 2011 da Vigevano, in provincia di Pavia, Dolcenera si esibisce in diversi teatri italiani, proponendo il suo repertorio attraverso un set acustico e uno elettronico.
Il 2 dicembre 2011 viene pubblicato in radio il singolo Read All About It (Tutto quello che devi sapere) di Professor Green, realizzato in collaborazione con Dolcenera. Il brano, una versione parzialmente in italiano del singolo che il rapper britannico aveva inizialmente interpretato con Emeli Sandé, viene pubblicato in formato digitale il 9 dicembre dello stesso anno. In seguito, il singolo viene certificato disco d'oro in Italia.

### 2012-2013: Sanremo,Evoluzione della specie²e il tour 2012
Il 15 gennaio 2012 viene annunciata la partecipazione di Dolcenera alla 62ª edizione del Festival di Sanremo con il brano Ci vediamo a casa.
La canzone, inclusa nella colonna sonora dell'omonimo film di Maurizio Ponzi, si classifica al sesto posto nella graduatoria finale. Nella serata dei duetti internazionali Dolcenera si esibisce con Professor Green cantando il brano My Life Is Mine, versione parzialmente in inglese di Vita spericolata di Vasco Rossi, ed eseguendo il singolo Read All About It (Tutto quello che devi sapere). Durante la semifinale ripresenta invece il brano in gara duettando con Max Gazzè.
Il 29 marzo 2012, il singolo Ci vediamo a casa viene certificato disco d'oro dalla Federazione Industria Musicale Italiana per le oltre 15 000 copie vendute in digitale. Il singolo stesso ottiene poi il disco di platino nel novembre 2013.
Il brano viene inoltre inserito in Evoluzione della specie², riedizione dell'album pubblicato da Dolcenera nel 2011, dalla quale viene estratto anche il singolo Un sogno di libertà, in radio dall'11 maggio 2012. La pubblicazione della nuova edizione permette al disco di rientrare nella classifica italiana, arrivando alla posizione numero 23 durante la sua seconda settimana.
Nel frattempo si svolge il Ci vediamo in tour, che promuove l'album attraverso una serie di concerti in Italia, partendo dalla tappa dell'8 aprile 2012 a Bellaria-Igea Marina.
Nell'ottobre 2012 il tour raggiunge anche il continente asiatico, con due concerti a Hong Kong e Macao, prima di riprendere con una nuova serie di esibizioni nei teatri e nei club italiani tra cui Firenze, Roma, Torino e Milano.
A partire dal novembre 2012, Dolcenera è impegnata nella scrittura di brani per un nuovo album, la cui registrazione inizierà nel settembre 2013. Il 14 giugno 2013 partecipa inoltre al concerto svoltosi a Cesenatico per celebrare il cinquantesimo anno dei Nomadi, interpretando con la band il loro brano Gli aironi neri.

### 2014-2017:Le stelle non tremano, il ritorno a Sanremo eThe Voice of Italy
Il primo singolo estratto dal nuovo album è Niente al mondo, pubblicato il 23 maggio 2014. Per il brano viene realizzato un videoclip, filmato alle cave di marmo di Carrara e pubblicato sul sito del quotidiano La Stampa il 3 giugno 2014. Niente al mondo partecipa al Summer Festival 2014, vincendo la seconda puntata della manifestazione. Nell'estate del 2014 conquista la top3 della classifica dei brani italiani più trasmessi in radio di Earone.
Il 5 giugno 2015 viene pubblicato Fantastica, terzo singolo che anticipa l'album Le stelle non tremano, che esce l'11 settembre, a cui segue, il 26 settembre Accendi lo spirito, scritto, arrangiato e prodotto dalla stessa artista. Il 21 ottobre è uscito il video ufficiale.
Il 28 agosto viene pubblicato Un peccato il quarto singolo.
Il 9 settembre la cantante si esibisce all'Arena di Verona cantando tre suoi successi (Niente al mondo, Ci vediamo a casa e Fantastica) in occasione della finale del Festival Show 2015.
Dolcenera è stata una delle protagoniste del Festival di Sanremo 2016, partecipando alla gara nella sezione Campioni con il brano Ora o mai più (le cose cambiano) con cui riesce ad accedere alla finale per poi classificarsi quindicesima, mentre si aggiudica la vittoria al Premio Finalmente Sanremo RTL 102.5. Il brano fa parte dell'album Le stelle non tremano - Supernovae uscito il 12 febbraio 2016 per Universal Music: il nuovo lavoro contiene, oltre a tutti i brani de Le stelle non tremano ed il brano sanremese, altri cinque inediti e versione unplugged del brano che ha presentato a Sanremo 2016.
All'inizio del 2016 la cantante annuncia che sarà una dei quattro coach del quarta edizione del talent show The Voice of Italy, insieme a Raffaella Carrà, Emis Killa e Max Pezzali, in onda a partire dal 24 febbraio su Rai 2. Alla fine del programma, Dolcenera ha portato alla vittoria Alice Paba, concorrente della sua squadra, diventando la prima coach donna a trionfare in Italia.

### 2018:Regina Elisabibbi, settimo album
Il 20 gennaio 2018 ha segnato il ritorno sulle scene dell'artista dopo un anno d'assenza, con la pubblicazione sul suo canale YouTube di una riedizione musicale del brano Caramelle del gruppo musicale trap Dark Polo Gang, reinterpretato in una versione piano rock. Il brano si presenta come il primo di una parentesi musicale della cantautrice, proseguita con la pubblicazione di altre cover di rapper: il 13 febbraio è la volta di Sciroppo, a cui segue, ad un mese di distanza, Cupido, in collaborazione con The André, entrambi originariamente di Sfera Ebbasta, mentre il 25 aprile è stato lanciato Non cambierò mai di Capo Plaza e il 15 maggio Mmh Ha Ha Ha di Young Signorino, eseguito con un nuovo arrangiamento, sulla base della composizione Preludio e Fuga in do minore di Johann Sebastian Bach.
Le reinterpretazioni sono state successivamente raccolte nel secondo EP della cantante, Regina Elisabibbi, pubblicato il 21 maggio e contenente, oltre alla cover di Ghali Cara Italia, un'anteprima piano e voce del brano inedito Un altro giorno sulla Terra, commercializzato come singolo a partire dal 25 maggio. Per la sua promozione, il singolo è stato presentato per la prima volta dal vivo, in occasione della sesta edizione del Summer Festival, che ha visto la cantautrice gareggiare nella categoria "Big".
Il 16 agosto, inoltre, viene pubblicato nuovamente sul canale YouTube dell'artista una rilettura del brano Porto Cervo, in duetto con il suo interprete originario Lazza, che conclude la digressione musicale di Dolcenera relativamente alle riedizioni musicali di brani originariamente interpretati da rapper italiani.
Il 23 novembre viene lanciato sul mercato l'album Duets Forever - Tutti cantano Cristina di Cristina D'Avena con la quale Dolcenera duetta nella traccia Georgie, sigla musicale dell'omonima serie televisiva.

### 2019-2024: la collaborazione con Greenpeace e The Band,Anima Mundi
Il 15 marzo 2019 entra in rotazione radiofonica il singolo Più forte, a cui segue il 5 luglio il singolo Amaremare, canzone nata da un progetto artistico della cantautrice in collaborazione con Greenpeace, fungendo da colonna sonora del progetto ambientale Plastic Radar, di cui Dolcenera è testimonial. Il 27 marzo 2020 è stata la volta del singolo Wannabe, realizzato insieme al rapper Laïoung.
Successivamente Dolcenera ha aderito al supergruppo Italian Allstars 4 Life che ha riunito oltre cinquanta artisti italiani per l'incisione del brano Ma il cielo è sempre blu, cover corale del brano di Rino Gaetano. I ricavati del singolo, pubblicato l'8 maggio, sono stati devoluti alla Croce Rossa Italiana per sostenere Il Tempo della Gentilezza, progetto a supporto delle persone più fragili colpite dalla pandemia di COVID-19 del 2019-2021.
Sua è la colonna sonora della serie Rai del 2022 Lea - Un nuovo giorno dal titolo Nuovo giorno, nuova luce, un adattamento di Feeling Good.Dolcenera compare anche nel sesto episodio della serie cantando Amaremare. 
Sui suoi canali social annuncia l’uscita del singolo Spacecraft il 22 aprile. Tra fine aprile e fine maggio compare in veste di coach nel programma televisivo The Band, il talent show di Rai 1 condotto da Carlo Conti. Il 29 luglio esce il nuovo singolo Calliope (Pace alla luce del sole).
Il 24 novembre 2022 annuncia l'uscita di Anima Mundi, il suo nuovo progetto discografico dopo sette anni, L'album esce sul mercato il 9 dicembre successivo.
Dal 2023 parte poi il suo nuovo tour dal nome “One woman show” in più di 50 teatri italiani.
Nel 2024 prosegue la promozione del suo album con un tour che prende il nome di Anima Mundi piano recital teatrale tour e nel settembre dello stesso anno riceve il Premio Nuovo Imaie Venice Award alla 81ª Mostra internazionale d'arte cinematografica di Venezia.

### 2025-presente: Pechino Express
Nel 2025 partecipa alla dodicesima edizione di Pechino Express in onda su Sky Uno, in coppia con il suo compagno Gigi Campanile, posizionandosi al secondo posto della classifica.

## Stile musicale e influenze
Da un punto di vista musicale, Dolcenera è stata considerata dalla critica come un'artista eclettica che, negli anni, ha più volte modificato il proprio stile con diverse influenze.
Il suo primo album, Sorriso nucleare, è caratterizzato da atmosfere pop rock e power pop, con influenze R&B e del cantautorato italiano. Il secondo singolo da esso tratto, Siamo tutti là fuori, presenta inoltre il ritmo tipico della pizzica salentina.
In Un mondo perfetto la cantautrice si è ripresentata con arrangiamenti più rock e con uno stile di scrittura che Antonio Orlando di Musica e dischi ha definito «hardmelodico», accostando inoltre la cantante a Loredana Bertè per i toni blues dell'interpretazione. Nello stesso periodo altri critici musicali hanno paragonato il suo stile musicale a quello di Janis Joplin. Nell'album successivo, Il popolo dei sogni, ha continuato a proporre uno stile rock.
La voce roca, passionale, calda e potente con cui ha interpretato i brani dall'album l'ha portata ad essere paragonata a Gianna Nannini e Vasco Rossi, mentre la scrittura dei pezzi inclusi nel disco è stata talvolta considerata molto originale nel genere.
Nel suo quarto album, Dolcenera nel Paese delle Meraviglie, abbandona le atmosfere cupe dei due lavori precedenti per ripresentarsi con canzoni più ariose e solari, spesso accompagnate da arrangiamenti ricchi di archi. Il disco, che Katia Del Savio di Musica e dischi ha definito come un lavoro «di transizione», ha sonorità più tipicamente pop e orecchiabili, ma è anche fortemente influenzato dal rock anglosassone.
Il successivo album, Evoluzione della specie, viene concepito con particolare attenzione alla sezione ritmica ed è caratterizzato da sonorità pop-rock elettroniche e internazionali. Tra le influenze del disco, la stessa Dolcenera cita artisti come i Phoenix, gli MGMT e gli Empire of the Sun. Nella registrazione del disco, ispirandosi a Franco Battiato, Dolcenera sperimenta anche un uso diverso della voce, che lei stessa definisce «implosiva, trattenuta, quasi come una voce narrante».

## Filantropia

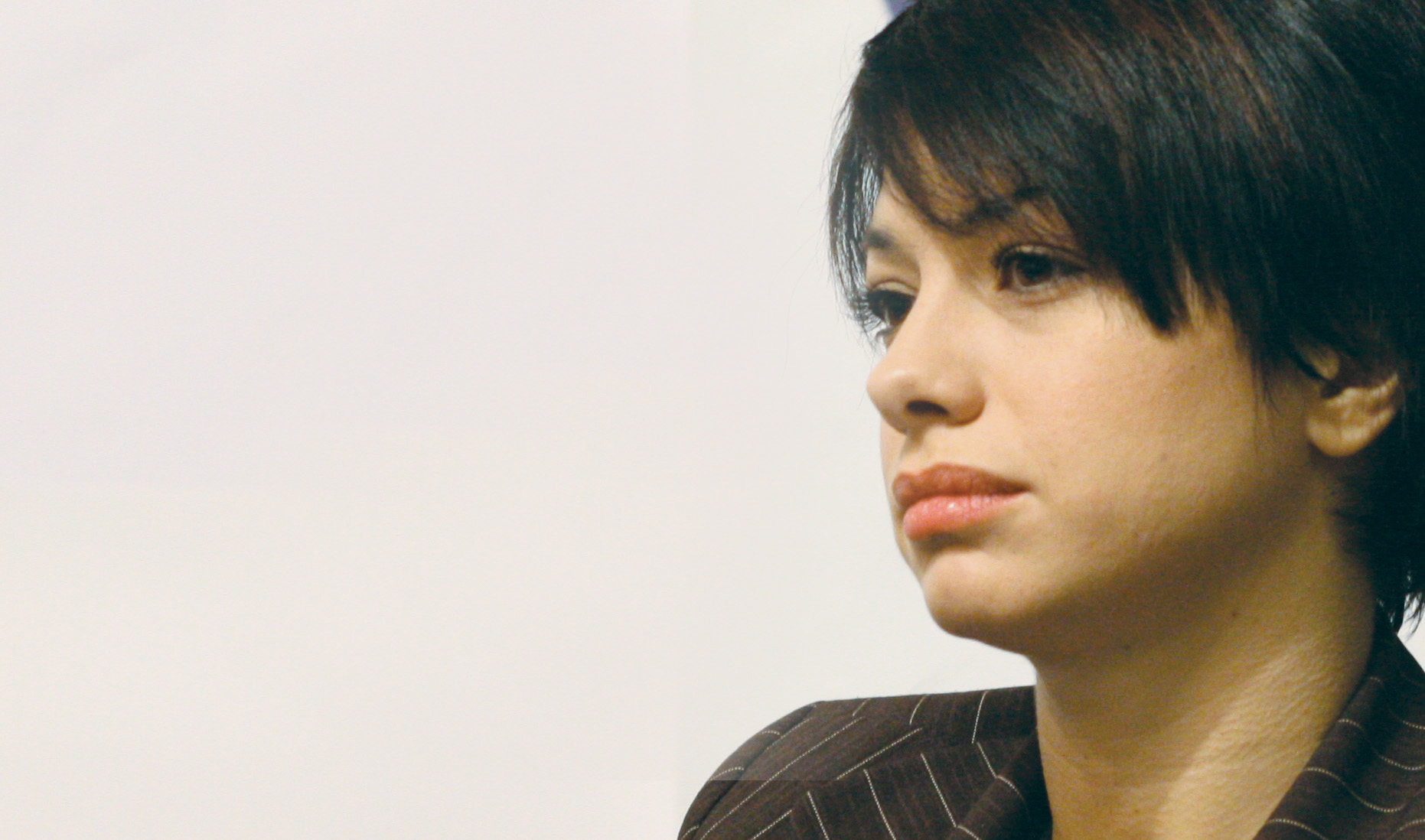
Dolcenera durante la conferenza stampa per il lancio della campagna iscrizioni 2007 dei Radicali Italiani, svoltasi il 15 dicembre 2006

Nel corso della sua carriera, Dolcenera ha appoggiato diverse iniziative sociali e politiche. A partire dal giugno 2004 ha visitato le carceri italiane, cantando per i detenuti di Casal del Marmo, Rebibbia e Regina Coeli.
Sin dall'inizio della sua carriera viene considerata un'icona gay, grazie anche alla partecipazione a diversi eventi dell'orgoglio omosessuale come il Mardì Gras del 2003, del 2005 e del 2006. Nel 2009 è stata madrina del Gay pride di Genova, nel 2010 di Padova e nel 2016 di Torino, mentre nel 2011 ha preso parte all'Europride di Roma. L'impegno nella lotta contro l'omofobia si esprime anche nel testo della canzone Resta come sei, inclusa nell'album Il popolo dei sogni.
Nel 2006 ha promosso insieme ad Emma Bonino la campagna Somaly Man contro il turismo sessuale, volta al recupero di giovanissime ex prostitute della Cambogia. Nello stesso periodo ha partecipato alla realizzazione di uno spot per l'organizzazione non lucrativa di utilità sociale Ascolta e vivi, in favore di una raccolta fondi per la lotta contro la sordità infantile. 
Tra il 2006 e il 2007 ha sostenuto inoltre la Lega italiana per la lotta contro l'AIDS, partecipando anche al concerto svoltosi a Firenze il 30 novembre 2007 per la raccolta fondi in favore della campagna stessa, insieme a cantanti come Irene Grandi e Petra Magoni.
Nel 2009 ha inoltre cantato per l'associazione Casa Accoglienza Eleonora, costituita con l'obiettivo di accogliere i minori che necessitano di interventi presso gli Ospedali Riuniti di Bergamo, insieme alle relative famiglie. Nel 2011 ha invece sostenuto CIFA Onlus sul tema delle adozioni internazionali, scrivendo anche un capitolo del libro Nati altrove, realizzato in favore dell'iniziativa stessa.
Sul piano politico, Dolcenera si è esibita in sostegno dell'iniziativa di Romano Prodi per una legge sulla musica, durante la campagna elettorale che ha preceduto le elezioni politiche italiane del 2006. Nel 2007 è stata inoltre tra i firmatari di una proposta di legge per la musica presentata in Toscana insieme a diversi altri artisti legati alla regione.
In occasione della campagna elettorale per le elezioni politiche italiane del 2013, Dolcenera ha appoggiato il Partito Democratico registrando il ritornello del brano Girl on Fire di Alicia Keys, con il titolo modificato in Bersani's on Fire. Il frammento del brano, caricato su internet dalla cantante, viene utilizzato per un video elettorale del Partito Democratico.

## Discografia

### Album in studio
- 2003 – Sorriso nucleare
- 2005 – Un mondo perfetto
- 2006 – Il popolo dei sogni
- 2009 – Dolcenera nel Paese delle Meraviglie
- 2011 – Evoluzione della specie
- 2012 –  Evoluzione della specie²
- 2015 – Le stelle non tremano
- 2016 – Le stelle non tremano - Supernovæ
- 2022 – Anima Mundi

### Raccolte
- 2006 – Un mondo perfetto (Germania, Austria, Svizzera)

### EP
- 2006 – Dolcenera canta il cinema
- 2018 – Regina Elisabibbi

## Partecipazioni a manifestazioni canore

### Festival di Sanremo
- Sanremo Giovani 2003 con Siamo tutti là fuori (1º posto)
- Festival di Sanremo 2006 con Com'è straordinaria la vita (2º posto nella categoria “Donne”)
- Festival di Sanremo 2009 con Il mio amore unico (non finalista)
- Festival di Sanremo 2012 con Ci vediamo a casa (6º posto)
- Festival di Sanremo 2016 con Ora o mai più (le cose cambiano) (15º posto)

### Music Farm
- Music Farm 2 con Mai più noi due (1º posto)

## Tournée
- 2003 – Dolcenera Tour Live 2003

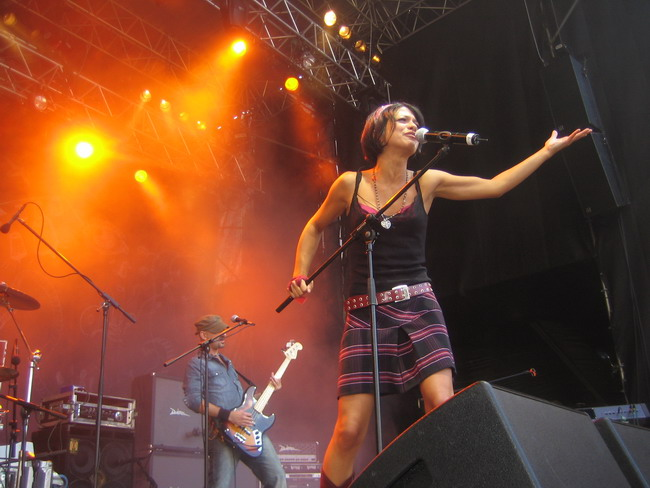
Dolcenera in concerto a Friburgo nel 2007.

- 2005 – Un mondo perfetto Tour 2005
- 2006 – Welcome Tour 2006
- 2007 – Welcome Tour 2007
- 2009 – Dolcenera nel paese delle meraviglie Tour 2009
- 2010 – Schiena contro schiena
- 2011 – Evoluzione della specie Tour[165] (piazze e teatri)
- 2011 – Evoluzione della specie Tour Teatrale
- 2012 – Ci vediamo in tour (grandi club e piazze)
- 2012 – Ci vediamo in tour, club & teatri
- 2016 – Le stelle non tremano Tour 2016[166]
- 2017 – Dolcenera Live
- 2019 – Dolcenera Live 2019
- 2019 – Diversamente Pop tour[167]
- 2021 – Piano & Voce Tour
- 2022 – Space live tour 2022[168]
- 2023 – One Woman Show
- 2023 – Space live tour 2023
- 2023 – Piano solo recital
- 2024 – Anima Mundi Piano recital teatrale tour 2024[169]
- 2025 – Dolcenera Live Tour 2025

## Riconoscimenti
- Festival di Sanremo
  - 2002 - Vincitrice di Destinazione Sanremo[17]
  - 2003 - Vincitrice della 53ª edizione del Festival di Sanremo nella categoria Nuove proposte con Siamo tutti là fuori[170]
  - 2003 -  Premio Sala Stampa, Radio & TV al 53º Festival di Sanremo[19]
  - 2013 - Premio Sanremo Hit Airplay per Ci vediamo a casa[171]
  - 2016 -  Premio Finalmente Sanremo RTL 102.5 con il brano Ora o mai più (le cose cambiano)
- Premio Lunezia
  - 2009 - Premio al valore musical-letterario per il brano Il mio amore unico[75][76]
  - 2015 - Premio al valore musical-letterario per il brano Fantastica
  - 2017 - Premio alla carriera
- Music Farm
  - 2005 - Vincitrice della seconda edizione
  - 2005 - Premio della critica[29]
- Venice Music Award
  - 2006 - Premio nella categoria "The best voice"[172]
  - 2009 - Premio Artista femminile dell'anno[78]
- RTL 102.5
  - 2009 - Premio speciale RTL 102.5 per il successo radiofonico del singolo Il mio amore unico[31]
- Videoclip Italiano
  - 2009 - Premio Videoclip Italiano con il video del brano La più bella canzone d'amore che c'è[79]
  - 2019 - Premio Videoclip Italiano con il video del brano Amaremare
- Summer Festival
  - 2014 - Vincitrice della seconda puntata del Coca Cola Summer Festival come RTL 102.5 - Canzone dell'estate 2014 con Niente al mondo
  - 2015 - Candidatura al Coca Cola Summer Festival come Canzone dell'estate 2015 con il brano Fantastica
  - 2018 - Candidatura al  Wind Summer Festival come Canzone dell'estate 2018 con il brano Un altro giorno sulla terra
- Power Hits Estate
  - 2018 - Candidatura come Canzone dell'estate 2018 con il brano Un altro giorno sulla terra
  - 2019 -  Candidatura come Canzone dell'estate 2019 con il brano Amaremare
- Coca-Cola Live @ MTV - The Summer Song
  - 2009 - Candidatura come Canzone dell'estate 2009  con il brano La più bella canzone d'amore che c'è
- Leone d’argento
  - 2005 - Premio Rivelazione musicale dell'anno[34]
- Festival cinematografici
  - 2021 - Premio "Sorriso Diverso Menzione Speciale" per Amaremare al Festival per i Tulipani di Seta Nera
  - 2024 - Premio Filming Italy Best Music Awards
  - 2024 – Premio Nuovo Imaie Venice Award al Festival del cinema di Venezia
- Radionorba
  - 2013 - Premio Speciale Battiti Live alla carriera
- Città di Firenze
  - 2017 - Premio Porcellino Firenze
  - 2017 - Premio Lorenzo Il Magnifico
  - 2017 - Premio Torrino d'oro
  - 2019 - Premio Ponte Vecchio Firenze
- Amnesty Internazional Italia
  - 2023 - Candidatura alla migliore canzone con il brano Mediterraneo

Altri riconoscimenti
- - 2005 - Premio De André[15]
  - 2005 - Miglior artista emergente al M.E.I.[15]
  - 2010 - Premio Re Manfredi 2010[173]
  - 2012 - Riccio d'Argento per il miglior live d'autore nella sezione Cantautrici[174]
  - 2012 - Menzione speciale ai Magna Grecia Awards[175]
  - 2016 - Premio Arpino Città di Cicerone 2016
  - 2016 - Premio Personalità Europea 2016
  - 2018 - Premio Fausto Mesolella
  - 2018 - Premio Pierangelo Bertoli "A muso duro"
  - 2019 - Premio Wella
  - 2023 - Premio MEI - Meeting Degli indipendenti
  - 2023 - Premio AFI - Associazione Fonografici italiani per i 20 anni di carriera
  - 2024 - Premio alla carriera al Festival Patronale di Montalbano

## Videografia

Dolcenera nel videoclip Ora o mai più (le cose cambiano) di Gabriele Surdo nel 2016

- Mai più noi due, regia di Gaetano Morbioli (2005)
- Continua, regia di Giangi Magnoni (2005)
- Com'è straordinaria la vita, regia di Giangi Magnoni (2006)
- Piove (condizione dell'anima), regia di Francesco Fei (2006)
- Il mio amore unico, regia di Gaetano Morbioli (2009)
- La più bella canzone d'amore che c'è, regia di Gaetano Morbioli (2009)
- Un dolce incantesimo, regia di Gaetano Morbioli (2009)
- Il sole di domenica, regia di Alex Orlowski (2011)
- L'amore è un gioco, regia di Saku (2011)
- Ci vediamo a casa, regia di Valentina Bè (2012)
- Un sogno di libertà, regia di Valentina Bè (2012)
- Niente al mondo, regia di Fabio Jansen e Andrea Basile (2014)
- Accendi lo spirito, regia di Matteo Bombarda (2014)
- Fantastica, regia di Jansen & Rodriguez (2015)
- Un peccato, regia di Matteo Bombarda e Matteo Podini (2015)
- Ora o mai più (le cose cambiano), regia di Gabriele Surdo (2016)
- 100 mila watt, regia di Fabrizio Conte e Luca Tartaglia (2016)
- Un altro giorno sulla Terra, regia di Giorgio Testi (2018)
- Più forte, regia di Gabriele Surdo (2019)
- Amaremare, regia di Nils Astrologo (2019)
- Wannabe, regia di Giacomo Ricci e Virginia Pavoncello (2020)
- Spacecraft, regia di Lorenzo Silvestri e Andrea Santaterra (2022)
- Calliope (Pace alla luce del sole), regia di Nicole Valenti (2022)

## Filmografia

### Cinema
- Scrivilo sui muri, regia di Giancarlo Scarchilli (2007)
- Il nostro messia, regia di Claudio Serughetti (2008)
- Saranno famosi?, regia di Alessandro Sarti (2018)

### Televisione
- Lea - Un nuovo giorno, regia di Isabella Leoni – serie TV, episodio 1x06 (2022)

### Podcast
- Una canzone Una storia - Psicografia di un’artista femminile – Spotify (2022)

## Programmi televisivi
- La notte vola (Canale 5, 2001) – Corista
- Testarda io - Iva, le donne, la musica (Rete 4, 2002) – Corista
- Destinazione Sanremo (Rai 1, 2002) –  Concorrente Vincitrice
- Music Farm 2 (Rai 2, 2005) – Concorrente Vincitrice
- The Voice of Italy 4 (Rai 2, 2016) – Coach
- Fiat Music Studio (Roxy Bar TV, 2017)
- 105 Take Away (Radio 105, 2018) – Ospite fisso
- The Band (Rai 1, 2022) – Tutor
- Pechino Express 12 (Sky Uno, 2025) – Concorrente